# Hajdú Volán
A Hajdú Volán Zrt. az Észak-magyarországi Közlekedési Központ Zrt.  egyik jogelődje volt. Hajdú-Bihar megye helyközi, valamint Debrecen (2009. június 30-ig), Balmazújváros, Berettyóújfalu (2012. március 31-ig), Hajdúszoboszló és Nyíradony (2008. április 30-ig) helyi autóbuszközlekedését üzemeltette. Az 1949-ben alapított MÁVAUT, valamint a 6-os számú Volán jogutódja. Az ország volántársaságai között az egyik legkorszerűbb járműparkkal rendelkezett.

## Története
Jogelődjét, a MÁVAUT Autóbuszközlekedési Nemzeti Vállalatot 1949-ben alapították. 1953-ban személy-, illetőleg áruszállítással egyaránt foglalkozó Autóközlekedési Vállalatok (AKÖV) alakultak, Debrecenben kezdetben a 92-es (majd 52-es) számú AKÖV, és a 9-es számú Autóközlekedési Igazgatóság működött. Számozásuk az összevonás után 5-ös, majd 6-os számúra módosult. Az 1960-as évek közepétől a 6-os számú AKÖV meghatározó tényezőnek számított a térségben, fokozatosan bővült a járműállomány és új forgalmi telepek épültek ki.
Debrecen tömegközlekedését ekkor még túlnyomórészt a DKV biztosította villamossal, ám az 1970-es évek közepére az egyvágányú vonalak felszámolásával (egyetlen villamosvonal maradt) a Volán vette át a vezető szerepet. A házgyári technológia beindulása és a lakótelepek építése egyre nagyobb bevételeket hozott a teherfuvarozásnak is.
1983-ban megszűnt a Volán TRÖSZT, a 6. sz. Volán önálló vállalattá alakult Hajdú Volán néven. Az 1980-as években fokozatosan visszaszorult a teherfuvarozás, 1990-től pedig sorra szűntek meg a veszteséges ágazatok. 1992-ben a társaság a csőd széléről alakult részvénytársasággá, és vezető pozícióját megőrizte. A társaság a Volán-csoporton belül a főbb gazdasági erőforrások és termelési tényezők alapján az első harmadba tartozott, míg a helyi közlekedést illetően az első helyen állt. A társaság 2009-ben vesztette el a debreceni autóbuszközlekedés üzemeltetését a DKV-val szemben, ezért régebbi helyi buszait eladta/eladásra kínálta, az újabbakat pedig kisebb városokba helyezte át, vagy a helyközi üzemet szolgálták ki.
A Volán-társaságok 2012-ben megkezdett országos átszervezése nyomán a Hajdú Volán, a Borsod Volánnal és a Szabolcs Volánnal együtt 2013-ban az Észak-magyarországi Közlekedési Központ leányvállalata lett, majd 2015. január 15-én e társaságba beolvadt, s annak jogutódlásával megszűnt.

## Helyi járatok
- Balmazújváros 3 helyi buszvonal
- Hajdúszoboszló 3 helyi buszvonal
- Régebben Püspökladányt is ellátta 3 helyi buszvonallal
- Régebben Berettyóújfalut is ellátta 2 helyi buszvonallal

## Járműpark
A Hajdú Volán Zrt. 256 autóbuszt üzemeltet 2 telephelyről (Debrecen, Berettyóújfalu). Ebből Balmazújváros helyi közlekedését 2 autóbusz, Hajdúszoboszló helyi közlekedését 2 autóbusz biztosítja. A lentieken kívül 36 autóbuszt tartósan bérbe adott a T&J Busz Projektnek, mely a Volánbusz alvállalkozójaként üzemeltette a buszokat. További kb. 20 eladó főleg Ikarus 200-as sorozathoz tartozó leállított autóbusza van a cégnek, melyek 2009. június 30-ig Debrecen helyi közlekedését szolgálták.[forrás?]

## Tarifák

### Helyi közlekedés
- http://www.emkk.hu/images/helyi_viteldijak_2017.pdf[3]

### Helyközi közlekedés
A menetdíjak megállapítása a menetrendi kilométerek alapulvételével történik.

## Külső hivatkozások
- A Hajdú Volán Zrt. hivatalos honlapja